# Gandahar
Gandahar és una pel·lícula francesa d'animació i fantasía científica de 1987, escrita i dirigida per René Laloux, basada en la novel·la de 1969 de Jean-Pierre Andrevon Les Hommes-machines contre Gandahar (The Machine-Men versus Gandahar).

## Trama
La gent pacífica de Gandahar és atacada de sobte per un exèrcit d'autòmats coneguts com els Homes de Metall, que marxen pels pobles i segresten les seves víctimes convertint-les en pedra. Les estàtues resultants es recullen i després es traslladen a la seva base. A la capital de Jasper, el Consell de Dones ordena a Sylvain que investigui. En el seu viatge, es troba amb els Deformes, una raça d'éssers mutants que van ser creats accidentalment mitjançant l'experimentació genètica pels científics de Gandahar. Malgrat el seu ressentiment, també són amenaçats pels Men of Metal i s'ofereixen a ajudar en Sylvain.
Sylvain més tard salva Airelle, una dona gandahariana. Junts descobreixen la base dels Men of Metal, on els gandaharians congelats són portats a través d'un gran portal i aparentment són assimilats a més Men of Metal. Els dos es guarden en un vaixell proper que es dirigeix cap al mig de l'oceà on es troben amb Metamorphis, un cervell gegant. Sylvain i Airelle són capturats i confrontats per Metamorphis, que els diu que encara que els Homes de Metall creuen que ell és el seu líder, no els va crear ni ordenar el seu atac. Afirma que no vol veure caure en Gandahar i que necessita temps per esbrinar la connexió entre ell i els Homes de metall. Després torna en Sylvain i Airelle a Jasper on s'assabenten que Metamorphis, com els Deformes, també va ser un experiment de científics gandaharians. A causa del seu ràpid creixement i el seu comportament cada cop més violent, va ser abandonat a l'oceà. En Sylvain rep l'ordre de matar Metamorphis amb una xeringa especial. Sylvain torna a Metamorphis, que manté la seva innocència però revela que els Homes de metall vénen del futur a través del portal que Sylvain va veure abans. Aleshores insta a Sylvain a matar-lo d'aquí a mil anys, ja que la xeringa no li tindria cap efecte ara. Un Sylvain escèptic està d'acord i Metamorphis el posa en estasi.
Mil anys després, Sylvain es desperta tal com havien acordat. Es troba amb els Deformes, que expliquen la veritable naturalesa darrere dels Homes de Metall: a causa de l'edat avançada de Metamorphis, les seves cèl·lules ja no es poden regenerar, la qual cosa el va impulsar a crear els Homes de Metall i ordenar-los que tornessin en el temps per capturar-los. els gandaharians perquè pogués absorbir les seves cèl·lules per continuar vivint, matant els gandaharians en el procés. El metall prové de les cèl·lules mortes de Metamorphis que es metal·litzen amb el temps. Els Deformes, però, van ser abandonats perquè es consideraven indesitjables. En Sylvain i els Deformes acorden treballar junts. Els Deformes lluiten contra els Homes de Metall i rescaten els gandaharians restants mentre en Sylvain s'enfronta a Metamorphis sol. Els Deformes destrueixen el dipòsit subministrant a Metamorphis noves cèl·lules, distreient-lo el temps suficient per permetre que en Sylvain injecti la xeringa a Metamorphis que el mata. Sylvain, juntament amb els Deformes i els Gandaharians, escapen pel portal fins a la seva època.

## Repartiment
| Personatge                    | Original               | Anglès              |
| ----------------------------- | ---------------------- | ------------------- |
| Sylvain                       | Pierre-Marie Escourrou | John Shea           |
| Airelle                       | Catherine Chevallier   | Jennifer Grey       |
| shapeshifter/Metamorphis      | Georges Wilson         | Christopher Plummer |
| Ambisextra                    | Anny Duperey           | Glenn Close         |
| Blaminhor/Blaminhoe           | Jean-Pierre Ducos      | Earl Hammond        |
| Portaveu del Consell de Dones | Christine Paris        | Sheila McCarthy     |

### Veus addicionals
- Original: Zaïra Benbadis (veu gravada), Claude Degliame (veu gravada), Olivier Cruveiller (man-metal), Jean-Pierre Jorris (procés), Dominique Maurin-Collignon (procés), Jean-Jacques Scheffer (procés), Jean Saudray (procés), Frédéric Witta (procés), Philippe Noël (procés), Philippe Duclos (procés), Joël Barbouth (procés), Michel Charrel (procés), Roland Lacoste (procés)
- Anglès: Alexander Marshall (Apod, The Metal Man), Paul Shaffer (Optiflow), Earle Hyman (Maxum), Raymond Joseph Teller (Octum), Penn Jillette (Cap dels Deformes), Earle Hyman (Cap dels Deformes), Dennis Predovic (El cap, L'home del metall), Bridget Fonda (El cap, historiador), Chip Bolcik (The Head, The Metal Man), Sheila McCarthy (The Head), David Johansen (Shayol), Terrence Mann (The Collective Voice), Kevin O'Rourke (The Metal Man), Ray Owens (The Metal Man), Jill Haworth (anunciadora), Jennifer Grey (Airelle), Charles Busch (Gemnen) i Glenn Close com a Ambisextra.

## Producció
L'animació va ser en color i va durar 83 minuts. El treball de producció va ser realitzat per SEK Animation Studio de Corea del Nord. La pel·lícula destaca pel seu paisatge estrany i la seva flora exòtica, fauna i habitants estranys. El disseny va ser de l'artista francès de còmics Caza.

### Versió en anglès
Una versió en anglès va ser dirigida per Harvey Weinstein i produïda per Bob Weinstein a través de Miramax Films, amb la revisió de la traducció feta pel conegut autor de ciència-ficció Isaac Asimov. El títol en anglès és una traducció, no del títol original, sinó del lema original "Les Années lumière" (The Light Years) tal com es veu al cartell francès.
La versió en anglès no conté la major part de la banda sonora de Yared per a la versió original de la pel·lícula. Es va produir música nova per a determinades seqüències en la versió en anglès, aquestes noves peces van ser creades gràcies als esforços combinats de Jack Maeby, Bob Jewitt i Jim Klein. Es va editar una determinada escena per al contingut sexual: l'escena on Airelle i Sylvain es troben al niu. A la versió sense tallar, es mostra en Sylvain traient-se la camisa, més tard, ell i Airelle es mostren ajaguts nus al niu a la nit, aparentment després d'haver estat íntims l'un amb l'altre.

## Disponibilitat
L'octubre de 2007, el segell Masters of Cinema d'Eureka! va publicar un DVD europeu de Gandahar, en francès amb subtítols en anglès. Actualment no hi ha plans per al llançament de DVD de la Regió 1.